# Takahashi Yūichi
Takahashi Yūichi (高橋 由一?  Edo, 20 de marzo de 1826 - Tokio, 6 de julio de 1894) fue un pintor japonés, conocido por ser pionero en el desarrollo del movimiento yōga (estilo occidental) en la pintura japonesa de finales del siglo XIX.

## Biografía

### Primeros años
Takahashi Yūichi nació el 20 de marzo de 1826 en el seno de una familia samurái perteneciente al dominio Sano, una subsidiaria del dominio Sakura, donde su padre era miembro del clan Hotta. Interesado en el arte desde una edad temprana, fue aprendiz en la escuela Kanō de arte, pero más tarde se fascinaría con el arte al estilo occidental a través de litografías que estaban disponibles en Japón durante el período Bakumatsu. En 1862, obtuvo un puesto en el departamento de arte del Bansho Shirabesho, un instituto de investigación sobre el aprendizaje occidental, donde estudió con Kawakami Togai y en donde comenzó a experimentar con pintura al óleo. En 1866, se trasladó a Yokohama para estudiar con el artista y caricaturista inglés Charles Wirgman, quien quedaría tan impresionado con el talento de Takahashi que patrocinó su participación en la Exposición Universal de París de ese año.

### Carrera

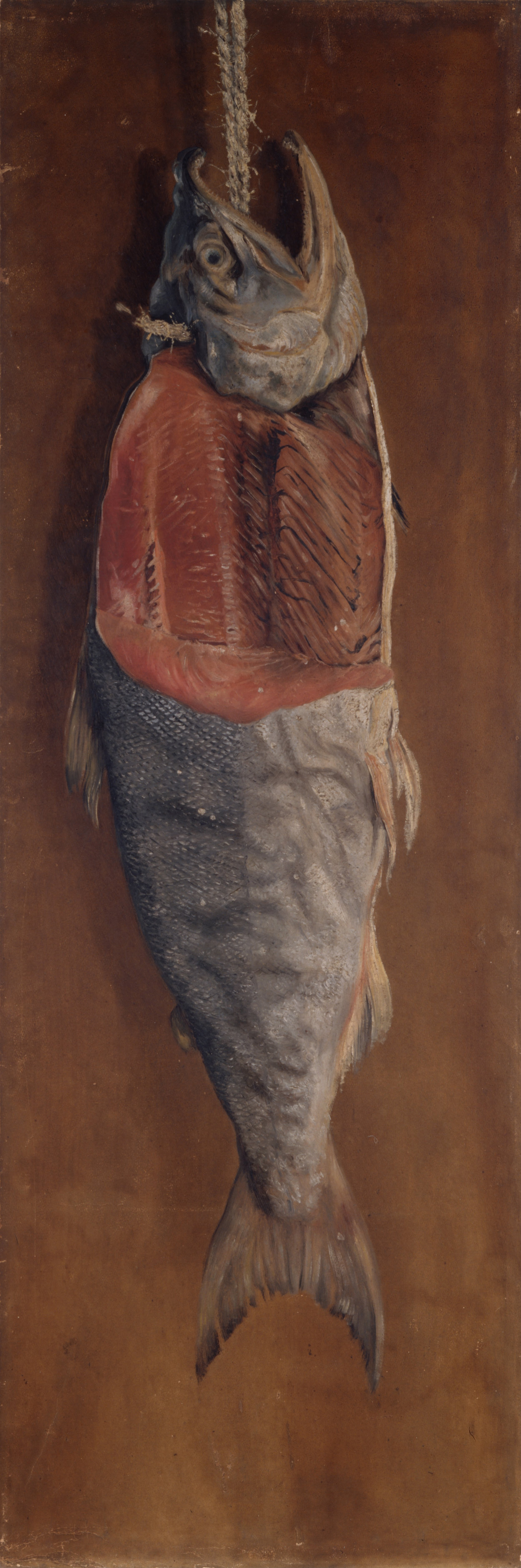
Salmón, pintura al óleo, 1877.

Después de la restauración Meiji, fue nombrado profesor de arte en el Kobubijutsu Gakkō (Escuela Técnica de Bellas Artes) por el nuevo gobierno Meiji, y fue estudiante y asistente del asesor extranjero italiano Antonio Fontanesi, quien había sido contratado por el gobierno a fines de la década de 1870 para introducir la pintura al óleo a Japón.
En 1879, participó en un concurso patrocinado por el santuario de Kotohira-gū en Shikoku para realizar pinturas en paneles de techo, y donó todas las pinturas al santuario después del concurso. El santuario todavía muestra una colección de 27 de sus pinturas. También, en 1879, Takahashi fue recomendado por el Genrōin (asamblea nacional) para convertirse en pintor de la corte y se le permitió pintar un retrato del emperador Meiji Tennō. En 1881, recibió una gran comisión del vizconde Mishima Michitsune para pintar escenas de proyectos de obras públicas en la prefectura de Yamagata.
Aunque Takahashi produjo principalmente retratos y pinturas de paisajes, su trabajo más conocido es la naturaleza muerta de un salmón, que ha sido reconocido por la Agencia de Asuntos Culturales del gobierno japonés como una Propiedad Cultural Importante de Japón.

## Galería

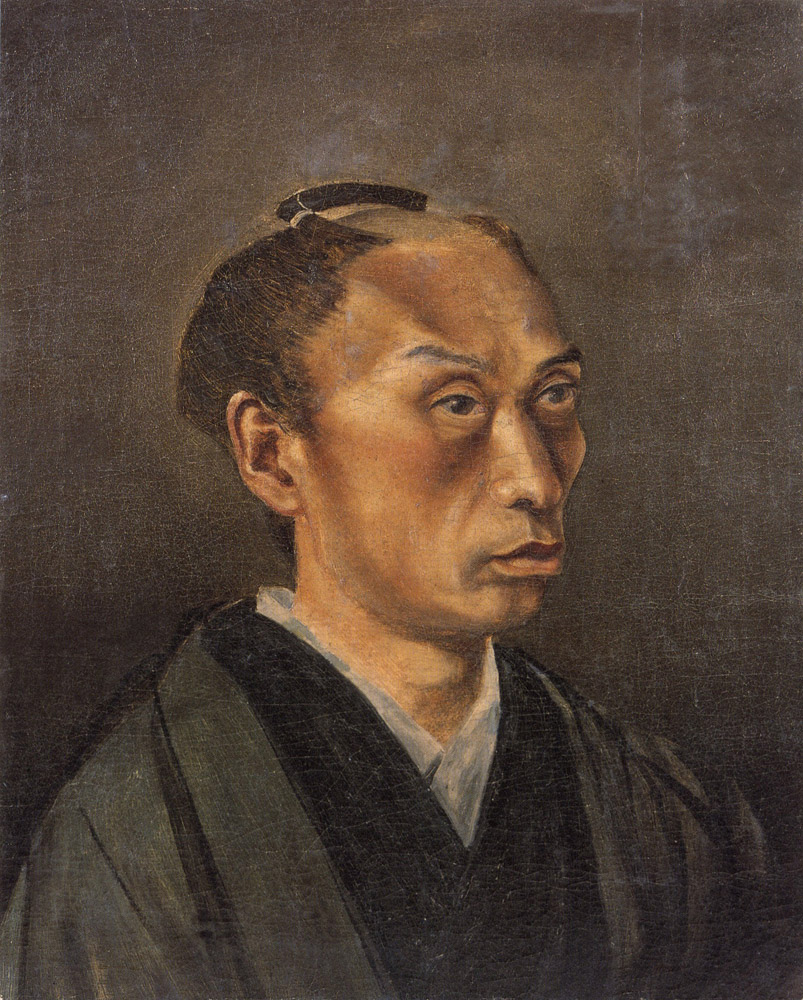
Autorretrato, entre 1866-67.
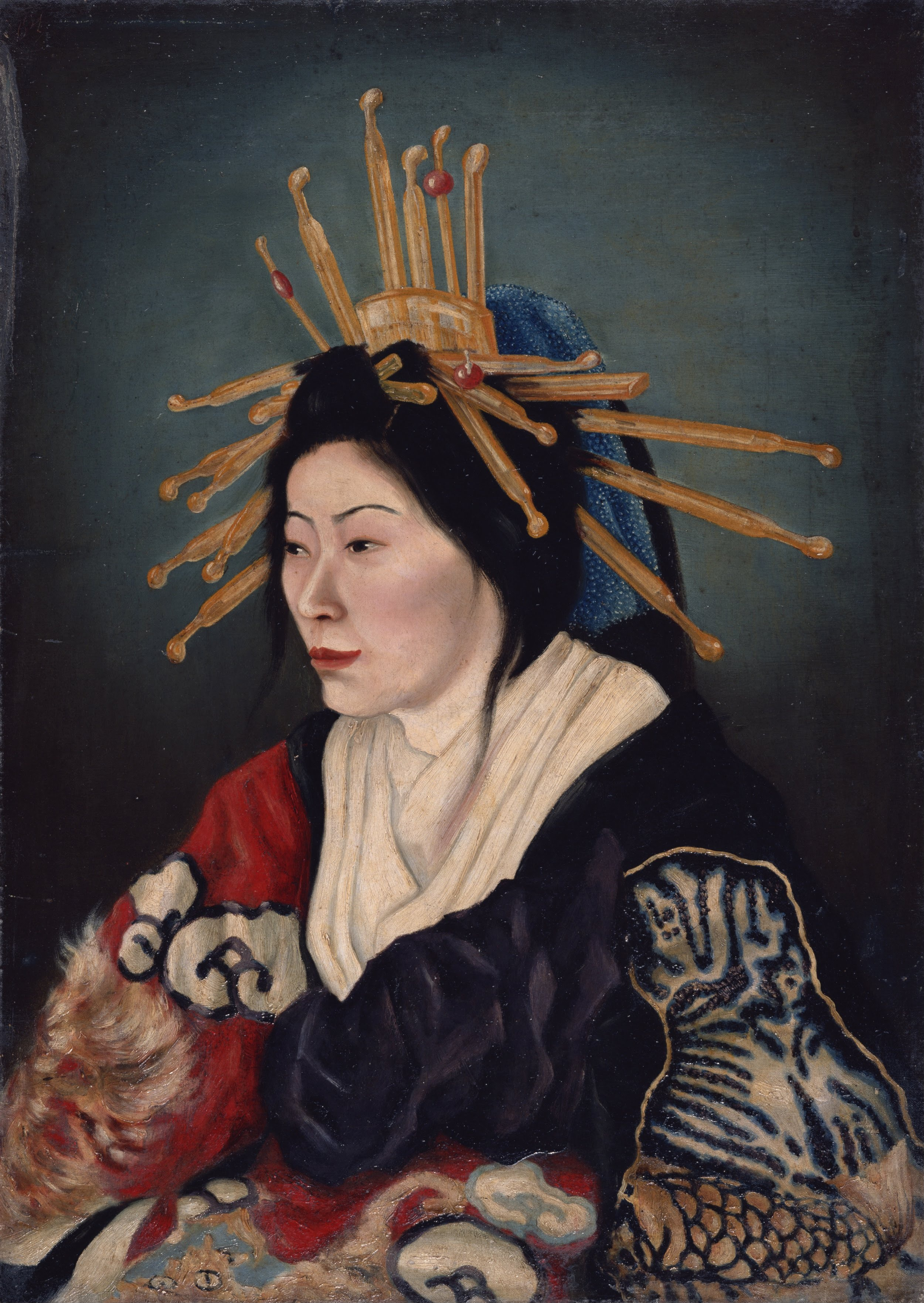
Retrato de una oiran, 1872.
Tofu, 1876-77.
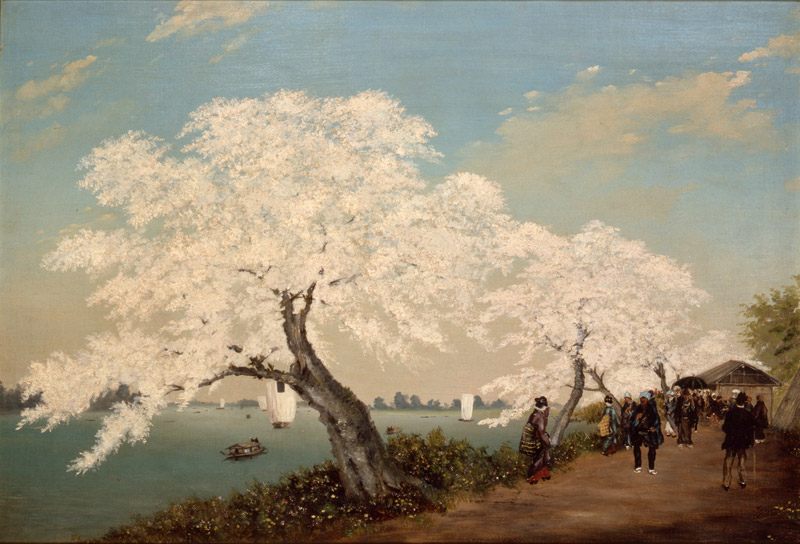
Árbol de cerezo en el terraplén de Sumida, 1876-77.
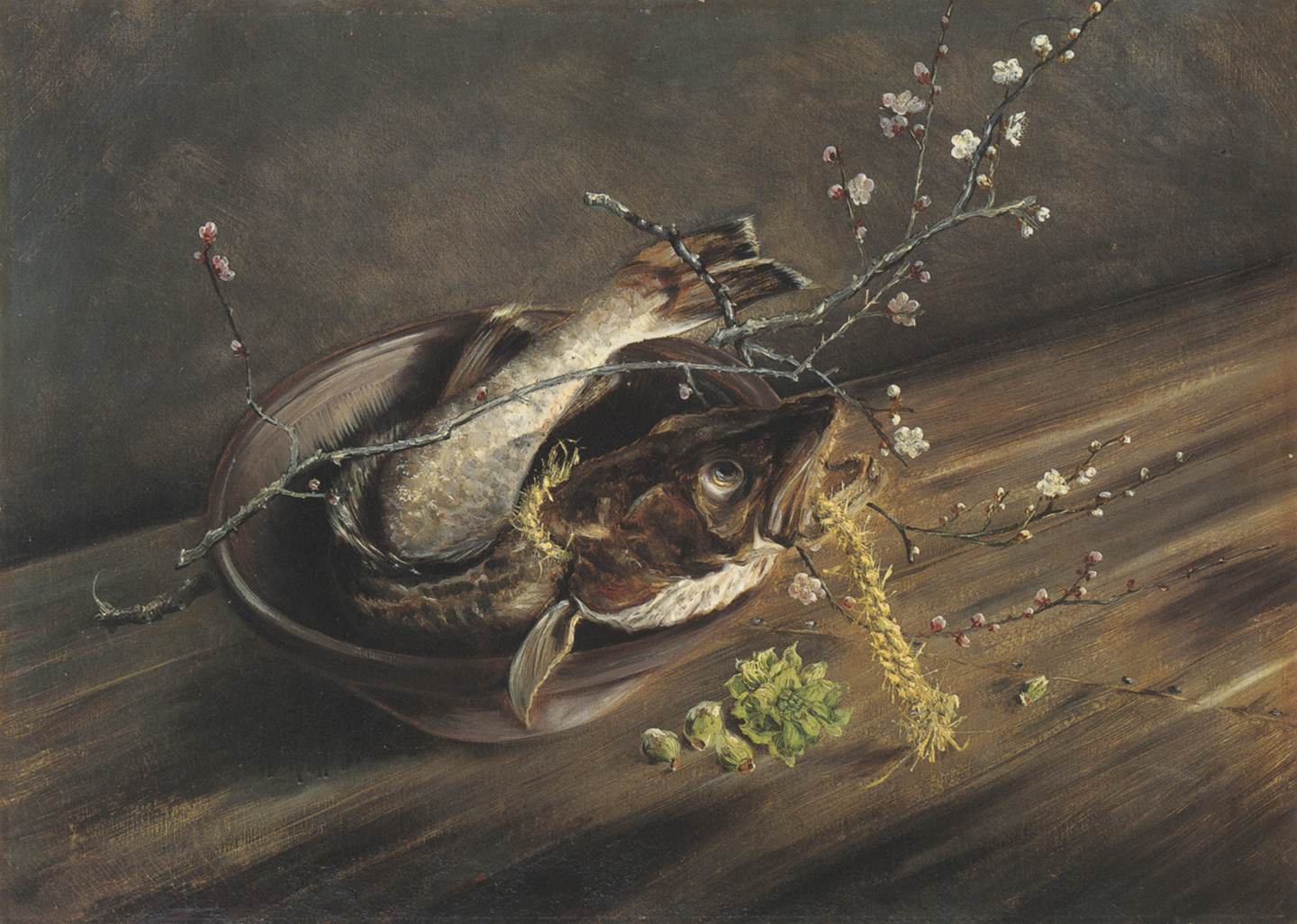
Bacalao y flores de cerezo, 1877.
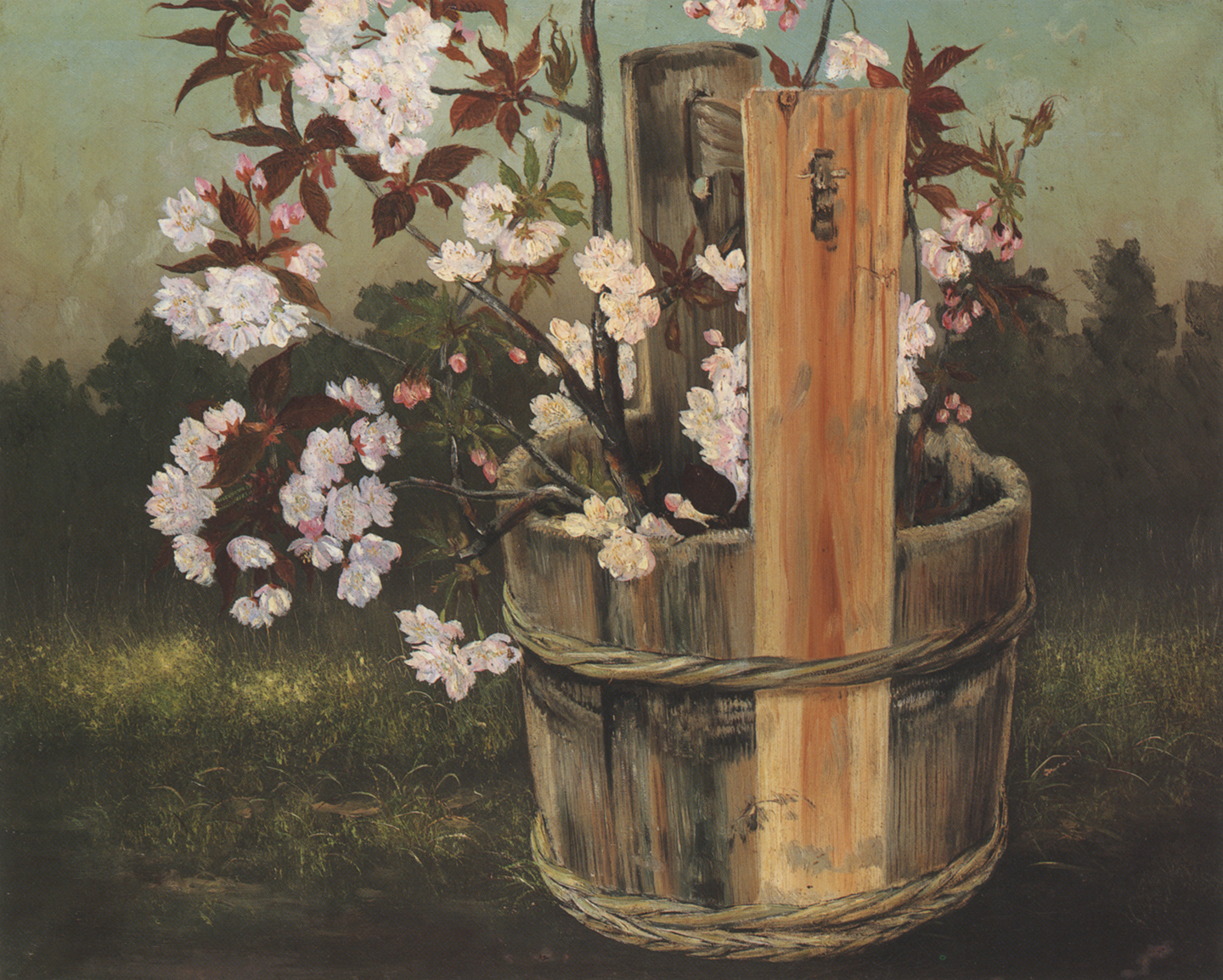
Flores de cerezo, 1879.
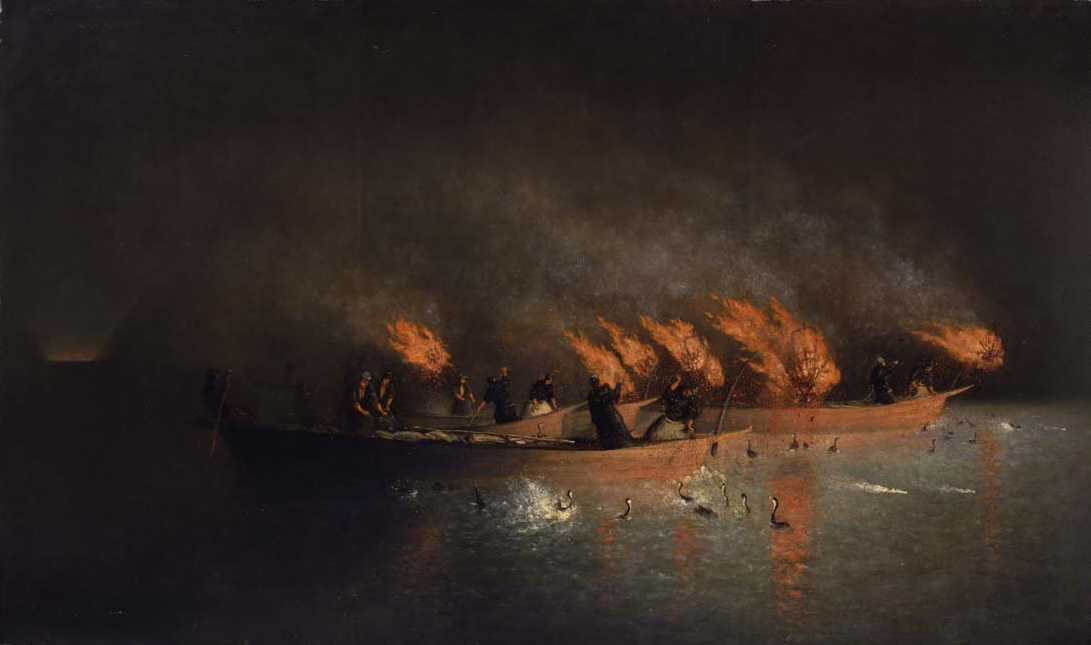
Pesca de cormoranes en el río Nagara, 1891.